# Gornje Vreme
Gornje Vreme este o localitate din comuna Divača, Slovenia, cu o populație de 103 locuitori.